# Once Upon a Time in the West
Once Upon a Time in the West – drugi album angielskiego zespołu rockowego Hard-Fi, wydany w 2007 roku.

## Lista utworów
1. "Suburban Knights" — 4:29
2. "I Shall Overcome" — 4:16
3. "Tonight" — 3:55
4. "Watch Me Fall Apart" — 2:51
5. "I Close My Eyes" — 2:26
6. "Television" — 3:40
7. "Help Me Please" — 3:12
8. "Can't Get Along (Without You)" — 2:58
9. "We Need Love" — 4:02
10. "Little Angel" — 2:52
11. "The King" — 3:14

## Listy przebojów
| Lista                 | Najwyższa pozycja |
| --------------------- | ----------------- |
| UK Albums Top 75      | 1                 |
| Ireland Albums Top 75 | 3                 |
| World Albums Top 40   | 21                |
| World Albums Top 40   | 21                |
| Germany Albums Top 50 | 39                |
| Swiss Albums Top 100  | 49                |
| Austria Albums Top 75 | 51                |
| Dutch Albums Top 100  | 73                |
| France Albums Top 150 | 99                |

## Single
- "Suburban Knights" – 20 sierpnia 2007
- "Can't Get Along (Without You)" – 12 listopada 2007
- "I Shall Overcome" – 10 marca 2008